# 負極先生
負極先生（英語：Mr. Negative，又譯底片先生），本名馬丁·李，是漫威漫畫中的虛構超級反派角色，由作家丹·斯洛特和藝術家菲爾·希門尼斯創作。負極先生首次於《蜘蛛人免費漫畫書日》中客串登場，《神奇蜘蛛人》#546正式登場。

## 人物
馬丁·李（Martin Li）是一位來自中國福建省的非法移民，他試圖前往美國與妻子在一起。他乘搭一艘由蛇頭幫經營，在非洲肯亞出售一群福建俘虜的奴隸船。在一場暴風雨期間，船員撤離，留下俘虜們獨自在紐約市的海岸休息。李是唯一的倖存者，並在接下來的幾年中建立了巨額財富，致力幫助那些不幸的人。
但實際上，負極先生是奴隸船金山的一名船員。當這艘船幾乎沉沒在紐約市海岸時，他偷走了一名已故奴隸馬丁·李的身份，後來他被抓去進行實驗。他在另外兩名實驗囚犯的幫助下成功逃脫，但很快就產生了兩種人格：善良的馬丁·李和邪惡的負極先生，負極先生的人格一直在致力成為紐約市唐人街的犯罪之王。

## 其他影視

### 電視
- 《終極蜘蛛俠》，由奇恩·楊配音。

### 遊戲
- 《蜘蛛人：時間裂痕（英语：Spider-Man: Edge of Time）》
- 《蜘蛛人：驚奇再起（英语：The Amazing Spider-Man (2012 video game)）》
- 《蜘蛛人：驚奇再起2》
- 《樂高漫威超級英雄2（英语：Lego Marvel Super Heroes 2）》[1]。
- 《蜘蛛俠》：由史蒂芬·歐陽（英语：Stephen Oyoung）配音[2]。
- 《蜘蛛人2》

## 外部連結
- Mister Negative （页面存档备份，存于） 漫畫書數據庫
- Mister Negative （页面存档备份，存于） 超級英雄數據庫